# David Gilmour
David Jon Gilmour, angleški pevec in kitarist, * 6. marec 1946, Cambridge, Anglija.
Je najbolje poznan kot glavni vokal, kitarist in skladatelj v skupini Pink Floyd. 

## Zgodnje življenje
Rodil se je v Cambridgeu, v Angliji. Njegov oče, Douglas Gilmour je bil profesor zoologije na univerzi v Cambridgeu. V osnovni šoli je spoznal Syda Barretta, katerega šola je bila v isti ulici. Med odmori sta se družila in učila igrati kitaro.

## Pink Floyd
Decembra 1967 je Nick Mason, bobnar za Pink Floyd pristopil do Gilmoura in ga prosil, če bi se pridružil skupini. Gilmour je med koncerti odigral nekaj kitarističnih delov namesto Barretta, saj je psihično zdravje slednjega zaradi opojnih substanc močno pešalo. Ko je Barrett zapustil Pink Floyd, je Gilmour prevzel vlogo glavnega kitarista in si delil vokale z Rogerjem Watersom, basistom.